# ريو أوداجيما
ريو أوداجيما (باليابانية: 小田島 怜) (مواليد 10 يونيو 1996) هو لاعب كرة قدم ياباني.

## وصلات خارجية
- ريو أوداجيما على موقع رابطة كرة القدم اليابانية للمحترفين (اليابانية)
- ريو أوداجيما على موقع Soccerway.com (الإنجليزية)